# Norrfjärden (vid Dragsfjärd, Kimitoön)
Norrfjärden är en fjärd i Finland. Den ligger i kommunen Kimitoön i landskapet Egentliga Finland, i den södra delen av landet, 140 km väster om huvudstaden Helsingfors.
Norrfjärden sträcker sig från Bodholms fjärden söderut till Kärra. Delen längst söderut heter ”Kärra bukten” och viken innanför Långholmen heter ”Söglö viken”.